# Pacific Proving Grounds

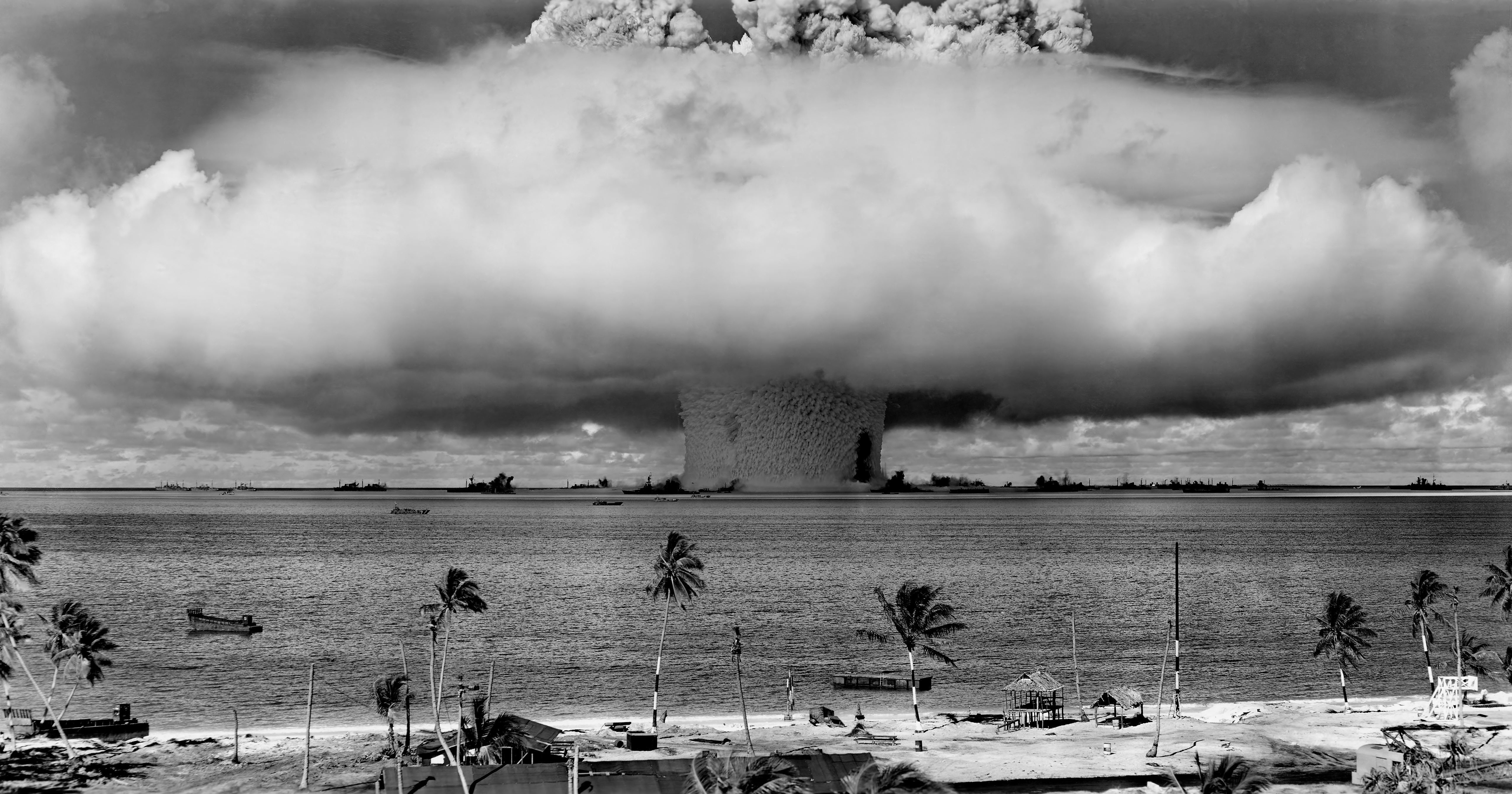
C'est à partir de 1946 que les États-Unis utilisent les îles Marshall comme site d'essais nucléaires. Sur la photo apparaît un champignon atomique consécutif au tir Baker le 25 juillet 1946 lors de l'opération Crossroads.

Le Pacific Proving Grounds est un ensemble de sites situés dans les îles Marshall et à quelques autres endroits dans le Nord de l'océan Pacifique qui a servi à plus de cent essais nucléaires américains entre 1946 et 1962.
En juillet 1947, après les premiers essais atomiques à l'atoll de Bikini, les États-Unis signent avec l'ONU un accord de gouvernance du Territoire sous tutelle des îles du Pacifique en tant que territoire stratégique sous tutelle. Ce territoire comprend plus de 2 000 îles réparties sur plus de 7 800 000 km2. Le 23 juillet 1947, la Commission de l'énergie atomique des États-Unis annonce la création du Pacific Proving Grounds.
105 essais nucléaires — en grande majorité atmosphériques — y sont menés, plusieurs ayant une puissance de l'ordre de la mégatonne. Les essais aux îles Marshall constituent environ 14 % de tous les essais américains, mais représentent presque 80 % de toute la puissance explosive des essais nucléaires américains, soit environ 210 mégatonnes. L'explosion la plus puissante est Castle Bravo, tir réalisé en 1954, qui atteint 15 mégatonnes et provoque beaucoup de retombées radioactives sur les îles environnantes, certaines étant habitées.

## Chronologie des essais

### OpérationCrossroads(1946)

Le tir Baker (25 juillet 1946, opération Crossroads) est un essai sous-marin.

Les premiers essais au Pacific Proving Grounds se font pendant l'opération Crossroads. Deux prototypes atomiques à fission nucléaire, chacun d'une puissance de 21 kilotonnes, sont tirés sur l'atoll de Bikini : Able est largué d'une altitude de 158 m le 1er juillet 1946 et Baker explose à une profondeur de 27 m sous l'eau le 25 juillet. Lors des deux essais, une flottille de navires périmés datant de la Seconde Guerre mondiale sont utilisés pour étudier les effets des explosions atomiques sur les navires. Le tir Baker crée un grand nuage de condensation et répand plus d'eau radioactive sur les navires que prévu ; plusieurs des navires qui ont survécu à l'explosion sont coulés à cause de leur contamination élevée.

### OpérationSandstone(1948)
Trois prototypes explosent à l'atoll d'Eniwetok lors de l'opération Sandstone en 1948. Au terme des trois essais, les recherches américaines en armement nucléaire sont réorientées.

### OpérationGreenhouse(1951)
Lors de l'opération Greenhouse en 1951, les essais portent sur quatre prototypes. Deux sont notables : le tir Item est le premier essai d'une explosion à fission dopée et le tir George sert à tester l'architecture Teller-Ulam.

### OpérationIvy(1952)

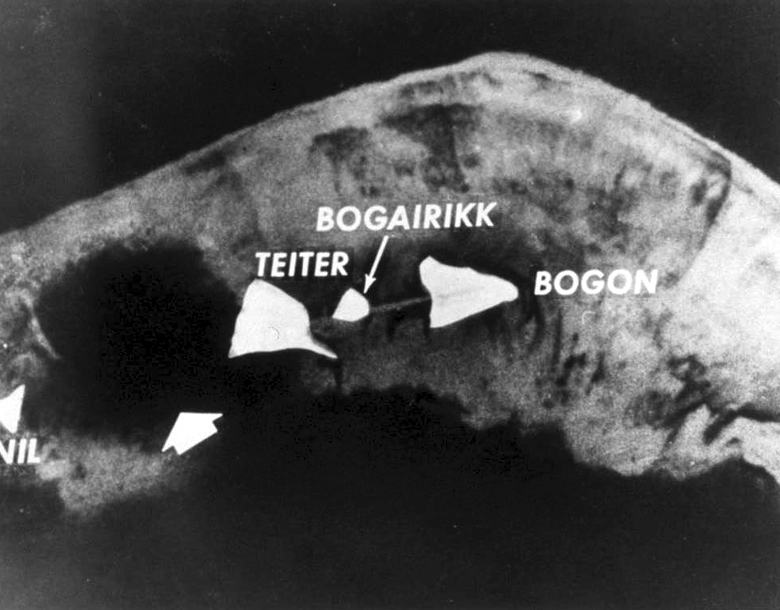
Le tir Ivy Mike a creusé un cratère (à gauche) sur Elugelab.

Deux prototypes explosent sur l'atoll d'Eniwetok pendant l'opération Ivy en 1952. Le prototype Ivy Mike est le premier engin explosif à l'hydrogène de l'Histoire, dégageant une puissance explosive de 10,4 Mt.

### OpérationCastle(1954)

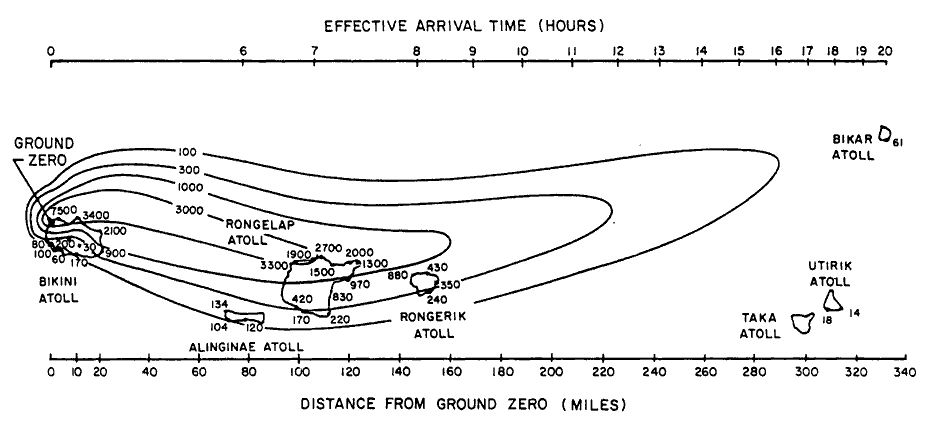
L'explosion Castle Bravo, en 1954, répand des particules radioactives sur les îles Marshall, en partie inhabitées.

Six essais thermonucléaires sont conduits sur l'atoll de Bikini et l'atoll d'Eniwetok pendant l'opération Castle en 1954. L'essai Castle Bravo, d'une puissance explosive de 15 mégatonnes, provoque une contamination radiologique des îles autour du site de l'explosion, ainsi que d'un navire de pêche japonais (Daigo Fukuryū Maru), causant une mort et une série de maladies chroniques chez les pêcheurs exposés. La réaction publique et la prise de conscience des impacts des retombées radioactives auraient contribué à lancer des négociations qui débouchèrent sur le traité d'interdiction partielle des essais nucléaires signé en août 1963.

### OpérationRedwing(1956)
Lors de l'opération Redwing en 1956, dix-sept essais nucléaires sont effectués sur les atolls de Bikini et d'Eniwetok. Ils servent à valider l'efficacité de différentes conceptions d'armes thermonucléaires, pour des puissances allant de 2 à 5 Mt.

### OpérationHardtackI(1958)
Trente-cinq prototypes explosent sur les atolls de Bikini, d'Eniwetok et Johnston lors de l'opération Hardtack I en 1958.

### OpérationDominic(1962)
Trente-six essais sont complétés dans l'océan Pacifique près de l'île Christmas  et l'atoll Johnston lors de l'opération Dominic I. Même si ces essais ne sont pas menés dans les îles Marshall, ils sont officiellement réalisés sur le Pacific Proving Grounds. Les essais en haute atmosphère font partie de l'opération Fishbowl. Les essais sur la terre ferme se font au site d'essais du Nevada (opération Dominic II). Deux des essais servent à valider des armes nucléaires en service : une roquette anti-sousmarine ASROC et un missile Polaris.

## Traité d'interdiction partielle des essais nucléaires (1963)
La ratification du Traité d'interdiction partielle des essais nucléaires en 1963 interdit les essais nucléaires atmosphériques et sous-marins. Dès lors, le Pacific Proving Grounds n'est plus utilisé par les États-Unis et seul le site d'essais du Nevada servira aux dix autres séries d'essais nucléaires, qui seront arrêtés après 1992.

## Compensation
À cause du grand nombre d'essais atmosphériques, et surtout des retombées radioactives de l'explosion Castle Bravo en 1954, plusieurs îles du Pacific Proving Grounds sont encore contaminées au début du XXIe siècle. Plusieurs des habitants de l'époque des essais montrent des symptômes d'empoisonnement : ils sont souvent atteints d'un cancer et leurs enfants montrent régulièrement des maladies congénitales. La mise en vigueur du Radiation Exposure Compensation Act de 1990 a permis d'établir un système de compensations monétaires pour les personnes qui ont contracté un cancer et d'autres maladies spécifiques comme résultat direct de leur exposition aux essais nucléaires atmosphériques entrepris par les États-Unis. Depuis 1956, au moins 759 millions de dollars ont été versés aux habitants des îles Marshall à titre de compensation pour leur exposition aux essais nucléaires commandés par les États-Unis.

### Citations originales
1. ↑  (en) « The Pacific Proving Grounds included Bikini Atoll, Enewetak Atoll, Johnston Island (nuclear weapons testing activities only), and Christmas Island (U. S. nuclear weapons testing activities only). »